# Shōta Arai
Pour les articles homonymes, voir Arai (homonymie).
Shōta Arai (新井 章太, Arai Shōta) est un footballeur japonais né le 1er novembre 1988 à Chichibu dans la préfecture de Saitama. Il évolue au poste de gardien de but.

## Biographie
Avec le club du Kawasaki Frontale, il joue un match en Ligue des champions d'Asie lors de l'année 2017.

## Palmarès
- Kawasaki Frontale
  - Championnat du Japon: Champion en 2017 et 2018
  - Coupe de la Ligue: Vainqueur en 2019
  - Supercoupe du Japon: Vainqueur en 2019
- Vissel Kobe:
  - Championnat du Japon: Champion en 2024
  - Coupe de l'Empereur: Vainqueur en 2024[1],[2]